# Villaumbrales
Villaumbrales é um município da Espanha na província de Palência, comunidade autónoma de Castela e Leão, de área 41,92 km² com população de 814 habitantes (2004) e densidade populacional de 19,42 hab/km².

## Demografia
| Variação demográfica do município entre 1991 e 2004 | Variação demográfica do município entre 1991 e 2004 | Variação demográfica do município entre 1991 e 2004 | Variação demográfica do município entre 1991 e 2004 |
| --------------------------------------------------- | --------------------------------------------------- | --------------------------------------------------- | --------------------------------------------------- |
| 1991                                                | 1996                                                | 2001                                                | 2004                                                |
| 955                                                 | 910                                                 | 847                                                 | 814                                                 |